# Nedim Bajrami
Nedim Bajrami (Zurigo, 28 febbraio 1999) è un calciatore albanese, centrocampista dei Rangers e della nazionale albanese.

## Caratteristiche tecniche
Di ruolo trequartista, dispone di buona tecnica, velocità e visione di gioco.

## Carriera

### Club

#### Gli esordi
Cresciuto calcisticamente nel settore giovanile del Grasshoppers, il 1º febbraio 2017 ha firmato il primo contratto professionistico con la squadra di Zurigo, esordendo con la prima squadra tre giorni dopo, nella partita persa contro il Thun per 0-1.

#### Empoli
Il 13 agosto 2019 passa in prestito, con diritto di riscatto per 1 milione di euro, all'Empoli. Il 26 ottobre successivo, sigla la sua prima rete con gli azzurri, nella partita pareggiata per 2-2 in trasferta contro il Trapani. Il 13 gennaio 2021 segna una doppietta contro il Napoli allo Stadio Diego Armando Maradona, nella partita degli ottavi di finale di Coppa Italia persa 3-2. Esordisce in Serie A il 21 agosto contro la Lazio fornendo un assist per il momentaneo 1-0 siglato da Filippo Bandinelli; la partita si concluderà sull'1-3 per i biancocelesti.
L'11 settembre seguente trova il suo primo gol in massima serie, nella sconfitta interna per 1-2 contro il Venezia.

#### Sassuolo
Il 31 gennaio 2023, Bajrami si trasferisce in prestito con obbligo di riscatto al Sassuolo. Il 6 marzo segna il suo primo gol con i neroverdi, in pieno recupero, decisivo per il successo sulla Cremonese (3-2).

#### Rangers
Il 31 agosto 2024 viene acquistato dai Rangers.

### Nazionale
Bajrami ha fatto la trafila di tutte le nazionali giovanili svizzere, dall'Under-15 all'Under-21; tuttavia, nel marzo del 2021, l'allenatore di quest'ultima formazione, Mauro Lustrinelli, ha annunciato che Bajrami non sarebbe stato convocato per l'imminente campionato europeo di categoria, in quanto il giocatore aveva ottenuto il passaporto albanese, e aveva dunque deciso di rappresentare tale Paese a livello internazionale.
Dopo aver dovuto rinunciare ad alcune convocazioni della nazionale maggiore albanese per questioni burocratiche, il 5 settembre 2021 ha esordito ufficialmente con Le Aquile nel successo per 1-0 contro l'Ungheria, valido per le qualificazioni al campionato del mondo 2022.
Nel giugno del 2024, Bajrami è stato incluso dal CT Sylvinho nella rosa albanese partecipante agli Europei dello stesso anno. Il 15 giugno 2024, all'esordio nella competizione, nella gara della fase a gironi contro l'Italia al Signal Iduna Park di Dortmund, segna il gol del momentaneo vantaggio albanese dopo soli 23 secondi dal fischio d'inizio; nell'occasione, realizza la rete più veloce nella storia degli Europei, battendo il precedente record del russo Dmitrij Kiričenko (1 minuto e 5 secondi), risalente al 20 giugno 2004; la partita, infine, si concluderà con il risultato di 2-1 in favore degli Azzurri.

## Statistiche

### Presenze e reti nei club
Statistiche aggiornate al 16 agosto 2025.
| Stagione               | Squadra                | Campionato             | Campionato | Campionato | Coppe nazionali | Coppe nazionali | Coppe nazionali | Coppe continentali | Coppe continentali | Coppe continentali | Altre coppe | Altre coppe | Altre coppe | Totale | Totale |
| Stagione               | Squadra                | Comp                   | Pres       | Reti       | Comp            | Pres            | Reti            | Comp               | Pres               | Reti               | Comp        | Pres        | Reti        | Pres   | Reti   |
| ---------------------- | ---------------------- | ---------------------- | ---------- | ---------- | --------------- | --------------- | --------------- | ------------------ | ------------------ | ------------------ | ----------- | ----------- | ----------- | ------ | ------ |
| 2015-2016              | Grasshoppers II        | 1L                     | 1          | 0          | -               | -               | -               | -                  | -                  | -                  | -           | -           | -           | 1      | 0      |
| 2016-2017              | Grasshoppers II        | 1L                     | 12         | 4          | -               | -               | -               | -                  | -                  | -                  | -           | -           | -           | 12     | 4      |
| 2017-2018              | Grasshoppers II        | 1L                     | 1          | 0          | -               | -               | -               | -                  | -                  | -                  | -           | -           | -           | 1      | 0      |
| Totale Grasshoppers II | Totale Grasshoppers II | Totale Grasshoppers II | 14         | 4          |                 | -               | -               |                    | -                  | -                  |             | -           | -           | 14     | 4      |
| 2016-2017              | Grasshoppers           | SL                     | 7          | 0          | CS              | 0               | 0               | -                  | -                  | -                  | -           | -           | -           | 7      | 0      |
| 2017-2018              | Grasshoppers           | SL                     | 29         | 3          | CS              | 4               | 0               | -                  | -                  | -                  | -           | -           | -           | 33     | 3      |
| 2018-2019              | Grasshoppers           | SL                     | 33         | 3          | CS              | 2               | 0               | -                  | -                  | -                  | -           | -           | -           | 35     | 3      |
| Totale Grasshoppers    | Totale Grasshoppers    | Totale Grasshoppers    | 69         | 6          |                 | 6               | 0               |                    | -                  | -                  |             | -           | -           | 75     | 6      |
| 2019-2020              | Empoli                 | B                      | 28+1       | 5          | CI              | 1               | 0               | -                  | -                  | -                  | -           | -           | -           | 30     | 5      |
| 2020-2021              | Empoli                 | B                      | 36         | 5          | CI              | 3               | 2               | -                  | -                  | -                  | -           | -           | -           | 39     | 7      |
| 2021-2022              | Empoli                 | A                      | 35         | 6          | CI              | 3               | 3               | -                  | -                  | -                  | -           | -           | -           | 38     | 9      |
| 2022-gen.2023          | Empoli                 | A                      | 19         | 1          | CI              | 1               | 0               | -                  | -                  | -                  | -           | -           | -           | 20     | 1      |
| Totale Empoli          | Totale Empoli          | Totale Empoli          | 118+1      | 17         |                 | 8               | 5               |                    | -                  | -                  |             | -           | -           | 127    | 22     |
| gen.giu. 2023          | Sassuolo               | A                      | 18         | 1          | CI              | -               | -               | -                  | -                  | -                  | -           | -           | -           | 18     | 1      |
| 2023-2024              | Sassuolo               | A                      | 28         | 2          | CI              | 3               | 1               | -                  | -                  | -                  | -           | -           | -           | 31     | 3      |
| ago. 2024              | Sassuolo               | B                      | 2          | 0          | CI              | 1               | 0               | -                  | -                  | -                  | -           | -           | -           | 3      | 0      |
| Totale Sassuolo        | Totale Sassuolo        | Totale Sassuolo        | 48         | 3          |                 | 4               | 1               |                    | -                  | -                  |             | -           | -           | 52     | 4      |
| 2024-2025              | Rangers                | SP                     | 28         | 2          | SC+CdL          | 2+3             | 0+2             | UEL                | 11                 | 1                  | -           | -           | -           | 44     | 5      |
| 2025-2026              | Rangers                | SP                     | 1          | 0          | CS+CdL          | 0+1             | 0+1             | UCL                | 3                  | 0                  | -           | -           | -           | 5      | 1      |
| Totale Rangers         | Totale Rangers         | Totale Rangers         | 29         | 2          |                 | 6               | 3               |                    | 14                 | 1                  |             | -           | -           | 49     | 6      |
| Totale carriera        | Totale carriera        | Totale carriera        | 278        | 32         |                 | 24              | 9               |                    | 14                 | 1                  |             | -           | -           | 316    | 42     |

### Cronologia presenze e reti in nazionale
| Cronologia completa delle presenze e delle reti in nazionale ― Albania | Cronologia completa delle presenze e delle reti in nazionale ― Albania | Cronologia completa delle presenze e delle reti in nazionale ― Albania | Cronologia completa delle presenze e delle reti in nazionale ― Albania | Cronologia completa delle presenze e delle reti in nazionale ― Albania | Cronologia completa delle presenze e delle reti in nazionale ― Albania | Cronologia completa delle presenze e delle reti in nazionale ― Albania | Cronologia completa delle presenze e delle reti in nazionale ― Albania |
| Data                                                                   | Città                                                                  | In casa                                                                | Risultato                                                              | Ospiti                                                                 | Competizione                                                           | Reti                                                                   | Note                                                                   |
| ---------------------------------------------------------------------- | ---------------------------------------------------------------------- | ---------------------------------------------------------------------- | ---------------------------------------------------------------------- | ---------------------------------------------------------------------- | ---------------------------------------------------------------------- | ---------------------------------------------------------------------- | ---------------------------------------------------------------------- |
| 5-9-2021                                                               | Elbasan                                                                | Albania                                                                | 1 – 0                                                                  | Ungheria                                                               | Qual. Mondiali 2022                                                    | -                                                                      | 63’                                                                    |
| 8-9-2021                                                               | Elbasan                                                                | Albania                                                                | 5 – 0                                                                  | San Marino                                                             | Qual. Mondiali 2022                                                    | -                                                                      | 46’                                                                    |
| 9-10-2021                                                              | Budapest                                                               | Ungheria                                                               | 0 – 1                                                                  | Albania                                                                | Qual. Mondiali 2022                                                    | -                                                                      | 46’                                                                    |
| 12-10-2021                                                             | Tirana                                                                 | Albania                                                                | 0 – 1                                                                  | Polonia                                                                | Qual. Mondiali 2022                                                    | -                                                                      | 77’                                                                    |
| 12-11-2021                                                             | Londra                                                                 | Inghilterra                                                            | 5 – 0                                                                  | Albania                                                                | Qual. Mondiali 2022                                                    | -                                                                      | 46’                                                                    |
| 15-11-2021                                                             | Tirana                                                                 | Albania                                                                | 1 – 0                                                                  | Andorra                                                                | Qual. Mondiali 2022                                                    | -                                                                      | 56’                                                                    |
| 10-6-2022                                                              | Tirana                                                                 | Albania                                                                | 1 – 2                                                                  | Israele                                                                | UEFA Nations League 2022-2023 - 1º turno                               | -                                                                      | 67’                                                                    |
| 24-9-2022                                                              | Tel Aviv                                                               | Israele                                                                | 2 – 1                                                                  | Albania                                                                | UEFA Nations League 2022-2023 - 1º turno                               | -                                                                      | 67’                                                                    |
| 27-9-2022                                                              | Tirana                                                                 | Albania                                                                | 1 – 1                                                                  | Islanda                                                                | UEFA Nations League 2022-2023 - 1º turno                               | -                                                                      | 83’                                                                    |
| 16-11-2022                                                             | Tirana                                                                 | Albania                                                                | 1 – 3                                                                  | Italia                                                                 | Amichevole                                                             | -                                                                      | 71’                                                                    |
| 27-3-2023                                                              | Varsavia                                                               | Polonia                                                                | 1 – 0                                                                  | Albania                                                                | Qual. Euro 2024                                                        | -                                                                      | 76’                                                                    |
| 17-6-2023                                                              | Tirana                                                                 | Albania                                                                | 2 – 0                                                                  | Moldavia                                                               | Qual. Euro 2024                                                        | 1                                                                      | 88’                                                                    |
| 20-6-2023                                                              | Tirana                                                                 | Fær Øer                                                                | 1 – 3                                                                  | Albania                                                                | Qual. Euro 2024                                                        | 1                                                                      | 75’                                                                    |
| 7-9-2023                                                               | Praga                                                                  | Rep. Ceca                                                              | 1 – 1                                                                  | Albania                                                                | Qual. Euro 2024                                                        | 1                                                                      | 67’ 84’                                                                |
| 10-9-2023                                                              | Tirana                                                                 | Albania                                                                | 2 – 0                                                                  | Polonia                                                                | Qual. Euro 2024                                                        | -                                                                      | 80’                                                                    |
| 12-10-2023                                                             | Tirana                                                                 | Albania                                                                | 3 – 0                                                                  | Rep. Ceca                                                              | Qual. Euro 2024                                                        | -                                                                      | 60’ 67’                                                                |
| 17-10-2023                                                             | Tirana                                                                 | Albania                                                                | 2 – 0                                                                  | Bulgaria                                                               | Amichevole                                                             | -                                                                      | 46’                                                                    |
| 17-11-2023                                                             | Chișinău                                                               | Moldavia                                                               | 1 – 1                                                                  | Albania                                                                | Qual. Euro 2024                                                        | -                                                                      | 80’                                                                    |
| 20-11-2023                                                             | Tirana                                                                 | Albania                                                                | 0 – 0                                                                  | Fær Øer                                                                | Qual. Euro 2024                                                        | -                                                                      |                                                                        |
| 22-3-2024                                                              | Parma                                                                  | Albania                                                                | 0 – 3                                                                  | Cile                                                                   | Amichevole                                                             | -                                                                      | 72’                                                                    |
| 25-3-2024                                                              | Solna                                                                  | Svezia                                                                 | 1 – 0                                                                  | Albania                                                                | Amichevole                                                             | -                                                                      | 77’                                                                    |
| 3-6-2024                                                               | Szombathely                                                            | Albania                                                                | 3 – 0                                                                  | Liechtenstein                                                          | Amichevole                                                             | -                                                                      |                                                                        |
| 7-6-2024                                                               | Szombathely                                                            | Albania                                                                | 3 – 1                                                                  | Azerbaigian                                                            | Amichevole                                                             | 1                                                                      |                                                                        |
| 15-6-2024                                                              | Dortmund                                                               | Italia                                                                 | 2 – 1                                                                  | Albania                                                                | Euro 2024 - 1º turno                                                   | 1                                                                      | 87’                                                                    |
| 19-6-2024                                                              | Amburgo                                                                | Croazia                                                                | 2 – 2                                                                  | Albania                                                                | Euro 2024 - 1º turno                                                   | -                                                                      |                                                                        |
| 24-6-2024                                                              | Düsseldorf                                                             | Albania                                                                | 0 – 1                                                                  | Spagna                                                                 | Euro 2024 - 1º turno                                                   | -                                                                      | 66’ 71’                                                                |
| 7-9-2024                                                               | Praga                                                                  | Ucraina                                                                | 1 – 2                                                                  | Albania                                                                | UEFA Nations League 2024-2025 - 1º turno                               | -                                                                      | 77’                                                                    |
| 10-9-2024                                                              | Tirana                                                                 | Albania                                                                | 0 – 1                                                                  | Georgia                                                                | UEFA Nations League 2024-2025 - 1º turno                               | -                                                                      | 81’                                                                    |
| 11-10-2024                                                             | Praga                                                                  | Rep. Ceca                                                              | 2 – 0                                                                  | Albania                                                                | UEFA Nations League 2024-2025 - 1º turno                               | -                                                                      | 87’                                                                    |
| 14-10-2024                                                             | Tbilisi                                                                | Georgia                                                                | 0 – 1                                                                  | Albania                                                                | UEFA Nations League 2024-2025 - 1º turno                               | -                                                                      | 77’                                                                    |
| 16-11-2024                                                             | Tirana                                                                 | Albania                                                                | 0 – 0                                                                  | Rep. Ceca                                                              | UEFA Nations League 2024-2025 - 1º turno                               | -                                                                      | 72’                                                                    |
| 19-11-2024                                                             | Tirana                                                                 | Albania                                                                | 1 – 2                                                                  | Ucraina                                                                | UEFA Nations League 2024-2025 - 1º turno                               | 1                                                                      | 46’ 68’                                                                |
| 21-3-2025                                                              | Londra                                                                 | Inghilterra                                                            | 2 – 0                                                                  | Albania                                                                | Qual. Mondiali 2026                                                    | -                                                                      | 63’                                                                    |
| 7-6-2025                                                               | Tirana                                                                 | Albania                                                                | 0 – 0                                                                  | Serbia                                                                 | Qual. Mondiali 2026                                                    | -                                                                      | 63’                                                                    |
| 10-6-2025                                                              | Riga                                                                   | Lettonia                                                               | 1 – 1                                                                  | Albania                                                                | Qual. Mondiali 2026                                                    | -                                                                      | 69’                                                                    |
| Totale                                                                 |                                                                        | Presenze                                                               | 35                                                                     |                                                                        | Reti                                                                   | 6                                                                      |                                                                        |

## Palmarès

### Club

#### Competizioni nazionali
- Campionato italiano di Serie B: 1

Empoli: 2020-2021